# Torre Fundadores
A Torre Fundadores foi um projeto de um arranha-céu localizado na cidade de Monterey, México e que seria o edifício mais alto de toda a Área Metropolitana de Monterrey, e um dos cinco maiores no México. A torre albergaria escritórios e, possivelmente, apartamentos residenciais que seriam dos mais exclusivos da cidade (236 apartamentos). O projeto tinha um investimento de cerca de 120 milhões de dólares.

## A maneira
- A sua altura será de 290 metros e terá 77 andares.[1]
- A área total do edifício será: 130000 m², com espaço para escritórios de 23000 m², 12000 m² de retalho, um campus de 12185 m².
- Possuirá 25 elevadores de alta velocidade, movidos a uma velocidade de 6,8 m/s.

## Descrição
- O projeto, que tem o nome Fundadores, é um misto de uso desenvolvimento criado pela empresa formada por Orange Investimentos e da CIM Group, uma companhia originários de Los Angeles, Califórnia.
- A sua construção terá início no início de 2009 e irá terminar em meados-2012.
- Aprovada e tem licenças para a construção.
- Os materiais de construção a serem utilizados na construção são vidro na estrutura do edifício, concreto e aço.
- Será um edifício inteligente, porque o sistema de iluminação é controlado por um sistema chamado B3.
- A Torre Fundadores será ocupada por mais de 8000 pessoas no termo da sua construção.
- O projeto consiste em 2 torres altas, gabinetes do primeiro e segundo em condomínios, tendo em estabelecimentos comerciais no piso térreo das duas torres. Ele prevê a inclusão de um parque de estacionamento subterrâneo com capacidade para 2000 veículos.
- Orange Investimentos informou que no passado mês de Fevereiro, em conjugação com o CIM Group, contratado para o projeto de designer americano David Rockwell, que foi concebido evolução W Hotéis, restaurantes Nobu, Kodak Theatre, entre outros.

## Principais dados
- Altura da espiral: 290 m s.[1]
- Instituto espaço - cerca de 130000 m².
- Flat-5 níveis de estacionamento subterrâneo e 77 andares.
- Status: Construção último trimestre de 2008.
- Ordem por altura:
  - México: 3º lugar
  - Na América Latina: 8 º lugar.
  - Em Monterrey: 1º lugar
  - Américas do Norte (ao abrigo constructionSkyline): 7 º lugar